# Trattato di Wehlau
Il trattato di Wehlau (in tedesco: Vertrag von Wehlau; in polacco: Traktat Welawski) fu un trattato firmato nella città della Prussia orientale di Wehlau (Welawa, oggi Znamensk, nell'Oblast' di Kaliningrad) tra la Polonia e il Brandeburgo-Prussia durante il Diluvio il 19 settembre 1657.
Nella sua carica di duca di Prussia, il Margravio Federico Guglielmo del Brandeburgo, aveva revocato il giuramento di fedeltà al sovrano Giovanni II Casimiro di Polonia nel 1656, e si era alleato contro di lui con il re Carlo X di Svezia, che Federico Guglielmo riconosceva come sovrano di Prussia. Con il trattato di Labiau, in quell'anno, Carlo assegnò al margravio la sovranità sulla Prussia e la Varmia. Dopo la sua sconfitta nella Battaglia di Varsavia del 1656, Giovanni Casimiro si incontrò con Federico Guglielmo a Wehlau. In cambio della rinuncia del margravio all'alleanza Brandeburgo-Svezia, il re polacco riconobbe la piena sovranità di Federico Guglielmo sul Ducato di Prussia, che dal trattato di Toruń del 1466 era un feudo polacco. Nel caso la dinastia brandeburgo-prussiana degli Hohenzollern si fosse estinta, il Ducato di Prussia doveva tornare alla corona di Polonia. Anche se il governo degli Hohenzollern terminò nel 1918, la Prussia Orientale non tornò alla Polonia fino al 1945 e, anche allora, fu restituita solo la parte meridionale.
Johann von Hoverbeck fu uno dei diplomatici brandeburgo-prussiani durante i negoziati per il trattato, che fu emendato dal trattato di Bydgoszcz il 6 novembre 1657 e confermato dal trattato di Oliva del 1660.
Dato che la sovranità degli Hohenzollern in Prussia sorgeva al di fuori del Sacro Romano Impero, l'elettore Federico I di Prussia fu in grado di elevare in Ducato di Prussia allo status di Regno di Prussia nel 1701. Uno dei motivi era quello che, secondo la legge costituzionale, la Prussia Orientale non era mai stata parte della Germania, ma uno stato tedesco indipendente in unione personale con l'Elettorato del Brandeburgo: dapprima brevemente durante le rivoluzioni del 1848, e poi ancora dal 1871 al 1950 dalla creazione del Secondo Reich alla vittoria degli Alleati quando la Germania Est accettò la linea Oder-Neiße come confine orientale, che fu confermata dal governo della riunificazione della Germania nel 1990.